# Cieśnina Gorło
Cieśnina Gorło – cieśnina łącząca Morze Białe z Morzem Barentsa, o szerokości od 24,3 do 27,9 mil morskich i głębokości na progu około 20 metrów.